# USS Russell (DDG-59)
USS Russell (DDG-59) —  эсминец УРО типа «Арли Бёрк».   Построен на верфи Ingalls Shipbuilding, приписан к морской станции , Норфолк, штат Виргиния.
Эсминец «Рассел» назван в честь контр-адмирала Джона Генри Рассела и его сына, коменданта Корпуса морской пехоты Джона Генри Рассела младшего.

## Боевая служба
В мае 2004 г. эсминец «Рассел» в рамках ежегодных учений отправился на четырёхмесячное развёртывание вместе с несколькими другими кораблями (USS McCampbell (DDG-85), USCGC Mellon (WHEC-717), USS FortMcHenry (LSD 43), спасательным судном USS Salvor).
21 февраля 2008 г. эсминец «Рассел» вместе с крейсером УРО USS Lake Erie (CG-70) и эсминцем УРО USS Decatur (DDG-73) в перехвате неисправных американских спутников связи.
В июне 2008 г., «Рассел» спас приблизительно 70 человек на вышедшем из строя судне в Аденском заливе 